# Lietuvos Taurė 2022
La Lietuvos Taurė 2022 è stata la 34ª edizione del torneo. Iniziata il 21 aprile 2022, si è conclusa il 16 ottobre 2022. Lo Žalgiris ha vinto il torneo per la quattordicesima volta nella sua storia, dopo aver sconfitto in finale l'Hegelmann dopo i tempi supplementari.

## Primo turno
Si sono sfidate 44 squadre tra 1 lyga (11), II lyga (11), 3 Lyga e SFL. Il sorteggio è stato effettuato il 14 aprile 2022.
| Squadra 1            | Risultato   | Squadra 2           |
| -------------------- | ----------- | ------------------- |
| 21 aprile 2022       |             |                     |
| VGTU Vilkai          | 0 - 2       | Klaipėdos FM        |
| 22 aprile 2022       |             |                     |
| Nevėžis              | 1 - 2       | Marijampolė City    |
| Fortūna Kaunas       | 0 - 6       | Be1 NFA             |
| Saulininkas Šiauliai | 0 - 6       | Viltis              |
| 23 aprile 2022       |             |                     |
| Pakruojis            | 2 - 5       | Tauras              |
| Šilutė               | 2 - 4       | SANED               |
| Sveikata             | 0 - 3 (dts) | BFA                 |
| Minija Kretinga      | 0 - 2       | DFK Dainava         |
| Trivartis Vilnius    | 0 - 4       | Venta Kuršėnai      |
| TransINVEST          | 6 - 0       | Radviliškis         |
| Kazlu Ruda           | 1 - 7       | Babrungas Plungė    |
| Sendvaris            | 1 - 2 (dts) | Šturmas             |
| 24 aprile 2022       |             |                     |
| Nemunas              | 1 - 4       | Garliava            |
| Nadruvis             | 0 - 10      | Granitas Vilnius    |
| Spartakas Ukmergė    | 1 - 0       | Geležinis Vilkas    |
| Pozityvūs            | 1 - 4       | Utenis Utena        |
| Ave.Ko.              | 0 - 3       | Atmosfera Mažeikiai |
| Ataka Vilnius        | 8 - 1       | Kražantė Kelmė      |
| 25 aprile 2022       |             |                     |
| Alternatyvus         | 0 - 8       | Ekranas             |
| TOP Kickers          | 2 - 3       | Dembava             |
| 26 aprile 2022       |             |                     |
| Baltai Kaišiadorys   | 1 - 4       | Medžiai Vilnius     |
| FM Ateitis           | 0 - 6       | Neptūnas            |

## Sedicesimi di finale
Hanno partecipato a questo turno le 22 squadre vincitrici al primo turno e 10 squadre della A lyga 2022. Il sorteggio è stato effettuato il 27 aprile 2022.
| Squadra 1           | Risultato       | Squadra 2         |
| ------------------- | --------------- | ----------------- |
| 6 maggio 2022       |                 |                   |
| Babrungas Plungė    | 1 - 2 (dts)     | BFA               |
| Šturmas             | 1 - 8           | DFK Dainava       |
| Garliava            | 0 - 2           | Neptūnas          |
| Tauras              | 1 - 1 (4-2 dtr) | Viltis            |
| Granitas Vilnius    | 8 - 0           | Venta Kuršėnai    |
| 7 maggio 2022       |                 |                   |
| Spartakas Ukmerge   | 0 - 2           | TransINVEST       |
| Utenis Utena        | 0 - 5           | Panevėžys         |
| Atmosfera Mažeikiai | 0 - 3           | Jonava            |
| Ekranas             | 0 - 3           | Sūduva            |
| Ataka Vilnius       | 3 - 2           | Dembava           |
| Klaipėdos FM        | 1 - 4           | Kauno Žalgiris    |
| 8 maggio 2022       |                 |                   |
| Be1 NFA             | 0 - 3           | Hegelmann Litauen |
| Žalgiris            | 3 - 1           | Džiugas Telšiai   |
| Medžiai Vilnius     | 1 - 2           | Banga Gargždai    |
| 9 maggio 2022       |                 |                   |
| SANED               | 3 - 7 (dts)     | Marijampolė City  |
| Riteriai            | 2 - 1           | FA Šiauliai       |

## Ottavi di finale
Il sorteggio è stato effettuato l'11 maggio 2022.
| Squadra 1        | Risultato | Squadra 2         |
| ---------------- | --------- | ----------------- |
| 17 maggio 2022   |           |                   |
| Tauras           | 1 - 4     | Marijampolė City  |
| 18 maggio 2022   |           |                   |
| DFK Dainava      | 0 - 2     | Panevėžys         |
| Neptūnas         | 0 - 1     | Žalgiris          |
| 24 maggio 2022   |           |                   |
| Granitas Vilnius | 0 - 4     | Kauno Žalgiris    |
| Ataka Vilnius    | 1 - 5     | Riteriai          |
| 25 maggio 2022   |           |                   |
| BFA              | 0 - 6     | Hegelmann Litauen |
| Sūduva           | 2 - 0     | Banga Gargždai    |
| TransINVEST      | 1 - 2     | Jonava            |

## Quarti di finale
Il sorteggio è stato effettuato il 17 giugno 2022.
| Squadra 1           | Risultato | Squadra 2         |
| ------------------- | --------- | ----------------- |
| 16 e 31 agosto 2022 |           |                   |
| Sūduva              | 0 - 1     | Kauno Žalgiris    |
| Jonava              | 0 - 2     | Hegelmann Litauen |
| Žalgiris            | 2 - 1     | Riteriai          |
| Marijampolė City    | 0 - 2     | Panevėžys         |

## Semifinali
| Squadra 1           | Risultato             | Squadra 2      |
| ------------------- | --------------------- | -------------- |
| 1º e 5 ottobre 2022 |                       |                |
| Žalgiris            | 2 - 1 (dts)           | Kauno Žalgiris |
| Hegelmann Litauen   | 0 - 0 (dts) (4-3 dtr) | Panevėžys      |

## Finale
| Arbitro: | Lukjančukas |

|                             |           |               |
| Milićković 76’ Pavelić 110’ | Marcatori | 90+3’ Odeyobo |